# Реснянский, Сергей Иванович
Серге́й Ива́нович Ресня́нский (род. 26 сентября 1944 года, город Воронеж) — советский и российский историк, специалист в области истории России, историографии, источниковедения, истории Русской церкви. Доктор исторических наук, профессор кафедры истории России средних веков и нового времени Московского государственного областного университета, профессор кафедры истории России Российского университета дружбы народов. Почётный работник высшего профессионального образования Российской Федерации. Автор свыше 200 научных и около 20 учебно-методических работ.

## Биография
Родился 26 сентября 1944 года в городе Воронеж. Родители — участники Великой Отечественной войны: отец — Бурмистров Иван Капитонович (майор, командир батальона, погиб под Кёнигсбергом в марте 1945 года), мать — Ирина (медсестра медсанбата и эвакогоспиталя, два года находилась в действующей армии, награждена медалями и орденом Отечественной войны). Дядя — историк И. Е. Горелов.
В 1963—1966 годах — срочная служба в рядах Советской Армии (Дальний Восток, советско-китайская граница).
В 1969 году поступил и в 1975 году окончил исторический факультет МГУ.
В 1975—1984 годах — ассистент, старший преподаватель, доцент кафедры истории Всесоюзного заочного финансово-экономического института.
В 1981 году окончил аспирантуру МГУ им. М. В. Ломоносова. В том же году там же — защита кандидатской диссертации на тему «Большевики Центрального промышленного района в борьбе за рабочие массы в период спада Первой русской революции: 1906 — июнь 1907 гг.». Научный руководитель — И. Е. Горелов. Специальность — 07.00.01 (История Коммунистической партии Советского Союза).
С 1984 по 1988 год — доцент МИНХ им. Г. В. Плеханова.
С 1988 по 1991 год — доцент кафедры политической истории Московской высшей партийной школы.
С 1991 по 2000 год — доцент, профессор, заместитель заведующего кафедрой кафедры истории России Российская академия сферы быта и услуг.
В 2001 году защитил диссертацию на соискание учёной степени доктора исторических наук. Тема — «Российская историография взаимоотношений государства и церкви в период петровских преобразований». Специальность — 07.00.09 (Историография, источниковедение и методы исторического исследования).
С 2000 по 2003 год — директор Института социального туризма, профессор кафедры отечественной истории Российского государственного социального университета.
С 2003 по 2013 год — заведующий кафедрой культурологии и философии Российского государственного университета туризма и сервиса.
С 2003 по 2008 год (по совместительству) — старший научный сотрудник Центра антропологических исследований Российского университета дружбы народов.
С 2008 года (по совместительству) — профессор кафедры истории России РУДН.
С 2013 года — профессор кафедры истории средних веков и нового времени МГОУ.
Учёное звание — доцент (1981), профессор (1997).
Подготовил 15 кандидатов и 8 докторов исторических наук.
Почётный работник высшего профессионального образования Российской Федерации (2004).

## Сфера научных интересов
История России, историография, источниковедение, история Русской церкви, церковно-государственные отношения, историческая психология, русский религиозный раскол, геополитика.

## Основные научные публикации

### Монографии
- Реснянский С. И. Церковно-государственная реформа Петра I. Протестантская модель или византийское преемство. — М.: ЮНИТИ-ДАНА. 2009. – 256 с.
- Реснянский С. И. Мерцание тайны. Другие миры: Н. В. Гоголь и Сальвадор Дали. Сборник эссе. — М.: Юнити-Дана. 2009. – 80 с.
- Реснянский С. И. Философская эстетика сюрреализма; мир и миф Сальвадора Дали // Межвузовский научный центр историко-антропологических исследований. — М.: РУДН. Эконом-информ. 2009. – 16 с.
- Реснянский С. И. Мифология и история (некоторые методологические проблемы и современность) Межвузовский научный центр историко-антропологических исследований. — М.: РУДН. Эконом-информ. 2010. – 16 с.
- Реснянский С. И., Симонова М. А.	Социальная миссия Русской Православной Церкви в контексте церковно-государственных отношений. — М.: Изд. РУДН. 2015. – 185 с.
- Реснянский С. И., Багдасарян В. Э., Орлов И. Б. Антироссийские исторические мифы. — СПб.: 2016. – 384 с.
- Реснянский С. И., Киенков А. А. Церковно-государственная политика Петра I в отечественной историографии. — Орехово-Зуево: РГТУ. 2016. – 434 с.
- Реснянский С. И., Киенков А. А. Русское духовенство при царе-реформаторе: историографическое осмысление. — Орехово-Зуево: 2017. – 462 с.
- Федотов С. П., Филонов В. И., Ливцов В. А., Реснянский С. И., Козьменко В. М. История взаимоотношений Русской Православной церкви с Англиканской церковью в контексте государственной политики России и Англии в XIX веке. – Орёл: 2021.
- Багдасарян В. Э., Реснянский С. И. Русская эсхатология: история общественной мысли России в фокусе апокалиптики. – М.: Изд. «Бос». 2022. – 300 с.
- Багдасарян В. Э., Иерусалимский Ю. Ю., Сильвестр (Лукашенко), архимандрит, Реснянский С. И. Идеология Петра I. Историческая развилка и выбор модели развития государства. – Ярославль: 2022. – 216 с.
- Багдасарян В. Э., Реснянский С. И. Советский союз как цивилизация: от расцвета до заката. – СПб.: Изд. Русской христианской гуманитарной академии. 2022. – 325 с.
  - То же. Изд. 2-е. 2023.
- Реснянский С. И., Киенков А. А. Раскол в Русской православной церкви XVII века в рассмотрении отечественной историографии XIX – начала XXI веков. – Орехово-Зуево: Изд. Серебро Слов. 2023. – 485 с.

### Учебники и учебные пособия
- Реснянский С. И., Белов А. Ю., Багдасарян В. Э. Отечественная история IX–XIX вв. Учебник. — М.: Кнорус. 2016. – 604 с.
- Реснянский С. И., Маловичко С. И., Мухутдинов А. А. История общественной мысли России. XI–XX вв. Учебное пособие. — М.: Изд. МГУ. 2016.
- Маловичко С. И., Мухутдинов А. А., Реснянский С. И. Интеллектуальная история России. Курс лекций. — М.: Изд. МГУ. 2018. — 438 с.
- Шапкин И. Н., Реснянский С. И. Экономическая история и предпринимательство эпохи имперской России. Очерки формирования рыночной экономики. Учебное пособие. — М.: Изд. «БОС». 2021.  — 295 с.

### Энциклопедии, словари
- Российский энциклопедический словарь «Туризм» / Ливцов В. А., Путрик Ю. С., Реснянский С. И. и др. (в соавт.) — М.: Институт Наследия, 2018. — 489 с. — ISBN 978-5864-432631[9]

### Основные статьи
- Реснянский С. И., Багдасарян В. Э. Образование и церковь // Вестник РУДН. Серия: История России. 2002
- Реснянский С. И. Геополитические и геостратегические идеи Гоголя в контексте его исторических воззрений. // Вестник РУДН. Серия История России. 2010. № 6. С. 45–48.
- Реснянский С. И. Интерпретация национальной истории как отражение системы ценностей //Центр проблемного анализа и государственно-управленческого проектирования. Политология. Экономика. Право. Научный журнал. М.: 2011. Вып. 1. С. 36–41.
- Реснянский С. И. Античные истоки мистической и рационалистической интерпретации христианства // ЭПИ. Сервис в России и за рубежом. М.: РГУТиС. 2013.Вып. 4(42). С. 27–40.
- Реснянский С. И. Идеология и национальные интересы России // Центр проблемного анализа и государственно-управленческого проектирования. Политология. Экономика. Право. Научный журнал. М.: 2013. Вып.2. С. 18–23.
- Реснянский С. И. Синодальный протестантизм Петра I и «Поморские ответы» старообрядцев. Русь-Россия: Выбор веры. История и современность. Сб. материалов VII межрегиональной научно-практической конференции «Духовные основы русской культуры. М.: «Наука и Слово». 2011. С. 34–42.
- Реснянский С. И. Русский религиозный раскол // Историческое обозрение. Вып. 13. М.: Национальный институт бизнеса. 2012. С. 41–48.
- Реснянский С. И. Воспитание историей // Историческое обозрение. Вып. 12. М.: Национальный институт бизнеса. 2011. С. 14–19.
- Реснянский С. И. «Священство» и «Царство» как базовые основы российского исторического процесса // Российская государственность: исторические традиции и вызовы XXI века. Материалы Всероссийской научно-общественной конференции. Великий Новгород: 19-21 сентября 2012. М.: Научный эксперт. 2013. С. 26–34.
- Реснянский С. И. «Образ» России в учебниках истории СНГ (на примере Украины и стран Балтии») // О некоторых проблемах преподавания истории на постсоветском пространстве после распада СССР и образования СНГ. Сб. научных статей. М.: РЭУ имени Г. В. Плеханова. 2011. С. 75–83.
- Реснянский С. И., Багдасарян В. Э. Эсхатологические представления в дискурсе постсоветских трансформаций // Вестник РУДН. Серия История. 2016. № 3.
- Реснянский С. И. Человек в пространстве позитивистской картины мира: духовно- нравственный модус бытия // Вопросы патриотического и духовно- нравственного воспитания в отечественном образовании XI–XXI веков. Ярославль: 2017.
- Реснянский С. И. Исихазм, симфония властей в Византийском и Российском духовном пространстве // Православный монастырский мир: история и современность: Материалы международной научно-практической конференции. Ярославль: ЯрГУ. 2017. С. 44–71.
- Реснянский С. И., Багдасарян В. Э. Столетие Российской революции 1917 года в фокусе антироссийской исторической пропаганды. Вестник РУДН. Серия История. 2017. № 2. С. 303–323.
- Реснянский С. И., Багдасарян В. Э. Поиск « масонского заговора» и кризис правой идеологии в предреволюционной России // Вопросы истории. 2017. № 9. С. 3–16.
- Реснянский С. И., Багдасарян В. Э. Версия о ритуальном убийстве царской семьи в исторической литературе и общественном дискурсе // Вопросы истории. 2018. № 3. С. 35–49.
- Реснянский С. И. Современные подходы духовно- нравственного воспитания в высшей школе в контексте модернизации образования // Духовно- нравственная культура в высшей школе: нравственные ценности и будущее студенческой молодёжи. V международная научно-практическая конференция. XXVI Международные Рождественские образовательные чтения. 23 января 2018. М.: РУДН на сайте Международных образовательных Рождественских чтений.
- Resnyansky S. I., Kortunov V. V., Lapshin I. Y. Spiritual and Moral Education in Russia: Problems of Modernization (Духовное и моральное образование в России: проблемы модернизации) // ICERI-2017, 10th annual International Conference of Education, Research and Innovation. 16-18.11.2017. Proceedings. IATED, 2017. С. 6327–6330.
- Реснянский С. И. Создание модели петровской государственности XVIIIв.//Российская государственность и Русская Православная Церковь: эволюция институтов светской и духовной власти. Материалы международной конференции. Ярославль: 2018. С. 56–65.
- Реснянский С. И., Амиантова И. С. Гендер в российской истории: обзор новейших исследований // Вестник РУДН. Май 2019. Т. 18. № 2. С. 278–301.
- Багдасарян В. Э., Реснянский С. И. Динамика исторического сознания российского населения в постсоветский период // Вопросы истории. 2019. № 11. С. 20–33, № 12. С. 4–19.
- Реснянский С. И. «Москва-Третий Рим» как архетип русского православного самосознания // Вестник МГОУ. Серия: История и политические науки. 2019. № 3. С. 41–50.
- Реснянский С. И., Смоленский Н. И. и др. Проблема объективности исторического познания. Круглый стол // Вестник МГОУ. 2019. № 4. С. 86–121.
- Реснянский С. И. Истоки духовно-нравственного пространства личности // Вестник государственного и муниципального управления. Орёл. 2019. № 1. С. 14–20.
- Реснянский С. И. Духовно–нравственные ценности Византийской империи в контексте истории Дома Романовых // Дом Романовых и Ярославский край. Материалы международной конференции. Ярославль: 2019. С. 45–52.
- Реснянский С. И. Восток-Запад в трудах евразийцев (Н. С. Трубецкой и П. Н. Савицкий) // Отечественная историко-цивилизационная матрица: Миссия. Время. Ценности: Сб. научных статей / Под ред. Ю. Ю. Иерусалимского. Ярославль: ИПК "Индиго", 2020. С. 26–33.
- Багдасарян В. Э., Реснянский С. И. Ленин и Сталин как историки. Сравнительный анализ исторических воззрений» // Новейшая история России. Междисциплинарный научно-теоретический журнал СПБГУ. 2020. Т. 10. Вып. 3. С. 622–642.
- Багдасарян В. Э., Реснянский С. И. История России в оценках и интерпретациях президента Российской Федерации В. В. Путина: опыт целостной реконструкции // Вопросы истории. 2021. № 3. С. 4–32.
- Реснянский С. И. Проблемы человека и цивилизационного выбора России на современном этапе // Уроки истории. К 50-летию создания кафедры истории России РУДН. Сб. статей. М.: РУДН. 2021. С. 202–207.
- Реснянский С. И. Восток – Запад в трудах евразийцев (Н. С. Трубецкой и П. Н. Савицкий) // Отечественная историко-цивилизационная матрица: Миссия. Время. Ценности: сборник научных статей / под ред. Ю. Ю. Иерусалимского. Ярославль: ИПК "Индиго", 2020. С. 26–33.
- Багдасарян В. Э., Реснянский С. И. Ленин и Сталин как историки. Сравнительный анализ исторических воззрений // Новейшая история России. Междисциплинарный научно-теоретический журнал. СПбГУ: 2020. Т. 10. Вып. 3. С. 622–642.
- Багдасарян В. Э., Реснянский С. И. История России в оценках и интерпретациях президента Российской Федерации В. В. Путина: опыт целостной реконструкции // Вопросы истории. 2021. № 3. С. 4–32.
- Реснянский С. И. Проблемы человека и цивилизационного выбора России на современном этапе // Уроки истории. К 50-летию создания кафедры истории России РУДН. Сб. статей. – М.: РУДН. 2021. С. 202–207.
- Реснянский С. И., Багдасарян В. Э., Балдин П. П. Ф. М. Достоевский как идеолог и социальный пророк в проекции истории XX –XXI вв. (К 200-летию со дня рождения писателя) // Вопросы истории. 2022. № 2 (1). С. 4–18.
- Реснянский С. И., Стыцюк Р. Ю. Зарождение и формирование взаимодействия между туризмом, культурным наследием и развитием территорий: исторический опыт Китая // Вопросы истории. 2022. № 4.
- Реснянский С. И. Духовно-нравственные ценности культуры Древней Руси второй половины XIV века // Богословский сборник Тамбовской духовной семинарии.  2022. № 3 (20). С. 72–84.
- Реснянский С. И., Куренкова Е. А. Церковно-государственная политика ПетраI // Вестник МГОУ. Серия. История и политические науки. 2022. № 2. С. 21–30.
- Багдасарян В. Э., Ларионов А. Э., Реснянский С. И. Федорченко С. Н., Шульц Э. Э. Информационные факторы исторического сознания молодёжи (на примере изучения представлений о Великой Отечественной войне) // Вопросы истории. 2022. № 8 (1). С. 34–50.
- Багдасарян В. Э., Реснянский С. И. Образ Петра I в современном историографическом и общественном дискурсе // Вестник РУДН. Серия: История России. Т. 21. 2022. № 3. С. 351–363.
- Путилин И. А., Реснянский С. И. Идеи мессианского назначения России в письмах Ф. И. Тютчева // Вестник Московского государственного областного университета. Серия: История и политические науки. 2023. № 2. С. 56–65.

### Рецензии
- Реснянский С. И., Абакумов С. Н. Рецензия на сборник документов «Конфессиональная политика Временного правительства России» // Вестник государственного и муниципального управления. Орёл: Т. 9 № 2. 2020. С. 160—165.
- Багдасарян В. Э., Реснянский С. И. Рец. на сборник документов: «Конфессиональная политика Временного правительства России» / Сост., авт. предисл. и комм. М. А. Бабкин (М.: Политическая энциклопедия, 2018) (англ.) // Вестник Российского университета дружбы народов. Серия: История России. — 2020. — Т. 19, № 1. — С. 269—276. — ISSN 2312-8674.
- Багдасарян В. Э., Реснянский С. И. Издание о роли высшего духовенства в гибели монархического строя в России // Вестник архивиста. 2022. № 3. С. 941–949.

## Отзывы
Историки В. Ю. Дашевский и С. А. Чарный указывают, что историки В. Э. Багдасарян и С. И. Реснянский в своей статье «Поиски “масонского заговора” и кризис правой идеологии в предреволюционной России» («Вопросы истории» 2017 г. № 9) «камня на камне не оставили от „масонских“ конспирологических теорий».

## Членство в диссертационных и экспертных советах
- Член Диссертационного совета Д 212.203.03 (Исторические науки и археология; РУДН)[11].
- Член Диссертационного совета МГОУ по историческим наукам[4]
- Член экспертного совета Высшей аттестационной комиссии при Министерстве образования и науки Российской Федерации по теологии[12].

## Членство в общественных организациях
- Член Союза журналистов России[1].
- Действительный член общественной организации "Российская академия естественных наук" (член бюро секции "Российские энциклопедии").
- Член Императорского православного палестинского общества[13].

## Семья
Женат. Двое детей, трое внуков.

## Увлечения
Туризм, собаководство.